# Пол, Глория
Глория Пол (род. 28 февраля 1940, Лондон) — британская актриса, певица и танцовщица. Натурализовалась в Италии, куда прибыла в 1961 году в возрасте двадцати одного года. Известна ролями в кино и выступлениями на телевидении.
Запомнилась зрителям прекрасной фигурой типажа пинап, которую регулярно демонстрировала на экране, а также как танцовщица и субретка в телетрансляциях представлений варьете.

## Биография

### Обучение
Дочь журналиста из Financial Times и оперной певицы, занималась танцами с трёх лет. С детства участвовала и побеждала в многочисленных конкурсах молодых талантов.
На время обучения в колледже была вынуждена прервать занятия классическим танцем, но после окончания средней школы начала карьеру танцовщицы в знаменитой лондонской труппе Tiller Girls. В дальнейшем работала в труппе Bluebell Girls, в парижском варьете Лидо, и стала примой аргентинской компании Alaria Ballet.

### Театр и кинематограф
В 1961 году Глория Пол оказалась в Риме с гастролями Alaria Ballet. Эта поездка дала старт её карьере в кино (всего более 20 фильмов), которая в итоге привела её к статусу звезды комедии по-итальянски.
Обладающая несомненным шармом и очарованием, Глория Пол воплощала популярный комедийный типаж недоступной красавицы. Ей довелось поработать на одной площадке с самыми маститыми комиками своего времени: Уго Тоньяцци, Раймодо Вианелло, Тото (в Totò, Peppino e… la dolce vita — 1961 и в телефильме Don Giovannino — 1967), с Уолтером Чиари, Ландо Ландо Буццанка. Особенно много работала с сицилийским дуэтом Франко и Чиччо, появившись с ними в нескольких лентах: I due evasi di Sing Sing (1964), Due mafiosi contro Goldginger (1965) и I due figli di Ringo (1966), где также исполнила танцевальные номера.
Глория Пол также заслужила всеобщее признание, работая на театральной сцене с такими мастерами музыкальной комедии, как Ренато Рассель (Enrico '61), Уолтер Чиари (Buonanotte Bettina), Эрминио Макарио (Le sei mogli di Erminio V111), Альдо Фабрици (Baci, promesse, lusinghe d’amore).
В 1965 году Глория Пол, свободно владевшая двумя языками, попыталась добиться более широкого успеха на международном экране. Вернувшись в Англию, она снялась в комедии The Intelligence Men с двумя известными британскими комиками Эриком Коркамбе и Эрни Вайсом, появилась в двух эпизодах знаменитого Шоу Бенни Хилла и пробовалась на роль Домино в очередной фильм о похождениях Джеймса Бонда, Шаровая молния (1965), однако уступила эту роль Клодин Оже. В том же году Глории Пол удалось взять своеобразный «реванш», снявшись в итальянской пародии на «бондиану» под названием Двое мафиози против Голдфингера (1965), с дуэтом Франко и Чиччо (1965).
Вторую попытку пробиться на мировой экран Глория Пол предприняла в 1970-м году, пройдя кастинг на фильм знаменитого режиссёра Блейка Эдвардса (Розовая Пантера, Завтрак у Тиффани), Дорогая Лили, на роль Крейкс Сьюзетт. В заглавной роли Лили была занята Джули Эндрюс, а её партнёром стал Рок Хадсон. Интересно, что для итальянского проката название картины изменили на Operazione Crêpes Suzette, выдвинув таким образом на первый план героиню Глории Пол, в одной из сцен танцующей стриптиз. Несмотря на все усилия, фильм в прокате провалился.
Актрисе пришлось утешиться популярностью на итальянском телевидении, благодаря участию в ряде программ, таких как телеварьете Senza Rete (1976).
В 1971 году Глория Пол была занята в привычном для себя амплуа субретки, в Театре Верди (Триест), в партии Бэсси Уортингтон в оперетте Цветок Гавайев Пола Абрахама.
С конца 1970-х годов её появления на большом экране случаются всё реже, однако полностью не прекращаются. Регулярно работает с сицилийским комиком Франчи: мини-сериал на ТВ Un uomo da ridere (1980), последний фильм с его участием Tango blu (1989). Последние работы Глории Пол — в кинокомедии Нери Паренти Fratelli d’Italia (1989) и в мультижанровом киноальманахе Esercizi di stile (1996).

### Несчастный случай
В 1996 году с Глорией Пол произошёл несчастный случай, о котором она позднее рассказала в телепередаче Maurizio Costanzo Show. Когда она принимала душ в своём доме в Риме, обрушился потолок, и на неё упали балки и тяжёлый котёл. Актриса получила тяжёлые травмы позвоночника и переломы обеих ног. После долгого периода лечения и восстановления, осталась парализованной ниже пояса и в настоящее время передвигается в инвалидной коляске.
Позже, появлялась в качестве гостя на нескольких телевизионных шоу, демонстрируя мужество и волю к жизни: в Maurizio Costanzo Show и Conversando (с Маурицио Костанцо), Ci vediamo in TV (с Паоло Лимити), Novecento (с Пиппо Баудо), Domenica In (с Марой Веньер), снова Domenica In(с Пиппо Баудо), Cominciamo bene (с Пино Страбиоли), Porta a porta (с Бруно Веспа), и в октябре 2008 года, передача I migliori anni с ведущим Карло Конти.

### Частная жизнь
Имеет сына, Джейсона, рождённого от композитора и музыканта Пьеро Пиччони.

## Фильмография

### Кино
- La ragazza di mille mesi (1961)
- Cacciatori di dote (1961)
- Pugni pupe e marinai (1961)
- Totò, Peppino e… la dolce vita (1961)
- Copacabana Palace (1962)
- Napoleone a Firenze (1964)
- Le tardone (1964) (эпизод 40 ma non li dimostra)
- Le sette vipere (Il marito latino) (1964)
- I due evasi di Sing Sing (1964)
- Veneri al sole (1965) (эпизод Intrigo al mare)
- The Intelligence Men (1965)
- Due mafiosi contro Goldginger (1965)
- Per qualche dollaro in meno (1966)
- I due figli di Ringo (1966)
- Le 7 cinesi d’oro (1967)
- I fantastici 3 Supermen, Джанфранко Паролини (1967)
- Due rrringos nel Texas (1967)
- Sigpress contro Scotland Yard (1968)
- 3 Supermen a Tokio (1968)
- Revenge, Пино Тозини (1969)
- Operazione Crêpes Suzette (1970)
- Tango blu (1987)
- Fratelli d’Italia (1989)
- Esercizi di stile (1996)

### Телевидение
- Giardino d’inverno (1961) (телеварьете RAI)
- Biblioteca di Studio Uno: I tre moschettieri (1964) (телевизионная музыкальная пародия RAI)
- Biblioteca di Studio Uno: Il dottor Jeckill e mister Hide (1964) (телевизионная музыкальная пародия RAI)
- Za-bum n.2 (1965) (мини-сериал на ТВ)
- Шоу Бенни Хилла (1965) (телешоу — 2 эпизода)
  - Police: Friend or Foe? (1965)
  - Episode #6.2 (1965)
- Gideon’s Way (1966) (телешоу — 1 эпизод)
  - The Reluctant Witness (1966)
- Tutto Totò (1967) (мини-сериал на ТВ)
- Don Giovannino (1967) (телефильм)
- La vedova allegra (1967) (телефильм)
- Valentina, una ragazza che ha fretta (1977) (телефильм)
- Un uomo da ridere (1980) (мини-сериал на Т)

## Музыкальные комедии
- Enrico '61 (1961-1964), di Garinei e Giovannini, con Renato Rascel, Clelia Matania, Gianrico Tedeschi, Gisella Sofio, Gloria Paul, Renzo Palmer, Ombretta De Carlo, Pierpaola Bucchi, Claudio Figna, Luiano Melani, musiche di Rascel, orchestrate da Ennio Morricone, scene di Giulio Coltellacci, Teatro Lirico di Milano, 26 novembre 1961.
  - Enrico '61 (1961—1962): tour italiana (come Prima donna)
  - Enrico '61 (1962): al Teatro Sistina di Roma (come Prima donna)
  - Enrico '61 (1964): esibizione al Piccadilly Theatre di Londra (come Prima donna)
- Buonanotte Bettina (1964-1965), 2ª edizione, commedia musicale di Garinei e Giovannini, con Walter Chiari, Gloria Paul (nel ruolo di Marina), Alida Chelli, Wanda Osiris.
- Le sei mogli di Erminio V111 (1965-1966), с EЭрминио Макарио и Тонни Нава.
- Fiore d’Hawaii (1970), с Даниэлой Маццукато (оперетта, Театра Джузеппе Верди в Триесте).
- Baci, promesse, lusinghe d’amore (1975), с Aльдо Фабрици.
- Baciami Kate (1987), с Рита Павоне и Тедди Рено (комедия Национального театра Милана).

## Частичная дискография

### 45 giri
- 1966: I due figli di Ringo/I due figli di Ringo (Ariel, NF 575; на стороне A песня Angel and the Brains)
- 1967: Sigpress/Sigpress (strumentale) (Cinevox, SC 1055)
- 1970: …E invece vai a pescare/Tu proprio tu (City, 6221)
- 1970: Mani calde cuore gelido/Oggi tornerà Lucia (City, 6222)

## Реклама

### Другие выступления
- LP (45 giri) Sigpress contro Scotland Yard (1968) (Colonna sonora originale del film omonimo) (foto in copertina)

### Рекламная продукция
- Скутер Vespa производства Piaggio.
- Шоколад Napoleoni Zauli (1964).
- Носки Malerba — TV Carosello (1975).
- Bic — TV Carosello с Ренато Раскелем.
- Календари Ignis — за 1967 и 1968 годы.